# 투폴레프 Tu-2
투폴레프 Tu-2(러시아어: Ту-2, NATO 보고명:배트)는 제2차 세계 대전 당시 사용된 소련의 고속 주간폭격기 및 최전선 폭격기이다. Tu-2는 고속 폭격기 또는 급강하폭격기의 요구 조건에 맞게 설계되었으며, 내부 폭탄 하중과 속도는 1인승 전투기와 유사하다. 독일 융커스 Ju 88에 도전하기 위해 설계된 Tu-2는 어뢰, 요격기, 정찰기로 생산되었다. Tu-2는 효과적인 전투기였고, 붉은 군대의 마지막 공격에서 핵심적인 역할을 했다.

## 같이 보기
- 드 하빌랜드 모스키토
- 도르니에 Do 217
- 융커스 Ju 88